# Tisserin de Bertram
Espèce
Statut de conservation UICN

 LC  : Préoccupation mineure
Le Tisserin de Bertram (Ploceus bertrandi), anciennement connu en tant que Tisserin de Bertrand, est une espèce de passereaux de la famille des Ploceidae. 

## Répartition
On le trouve au Malawi, Mozambique, Tanzanie et Zambie. 